# Сварадж

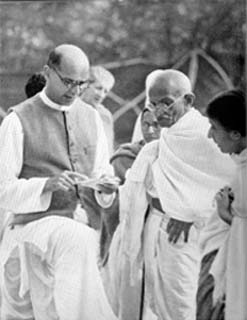
Махатма Ганди (справа)

Свара́дж (хинди स्वराज: сва- «само» + радж «закон») — синоним понятия самоуправления, используемый Махатмой Ганди. Обычно соотносится с концепцией независимости Индии от Великобритании, введённой Ганди. Сварадж, в основном, подразумевает политическую децентрализацию и управление не с помощью правительства, а посредством членов общества и общественных собраний. Концепция Ганди привела к сильным потрясениям для политических, экономических, военных и образовательных британских институций в Индии.
Сварадж в понимании Ганди не был полностью выполнен. Основанные им добровольческие организации для воплощения в жизнь свараджа стали прообразами для общественных движений и негосударственных организаций, которые впоследствии появлялись в различных регионах Индии.